# Liste d'enseignes de la grande distribution au Royaume-Uni
Pour un article plus général, voir Liste d'enseignes de la grande distribution en Europe.
Cet article présente la liste d'enseignes de la grande distribution au Royaume-Uni, incluant les supermarchés, maxidiscompteurs, hypermarchés et les libres-services de gros et indiquant l'année de création dans le pays concerné et le nombre de magasins de l'enseigne[Lesquels ?].

## Liste d'enseignes

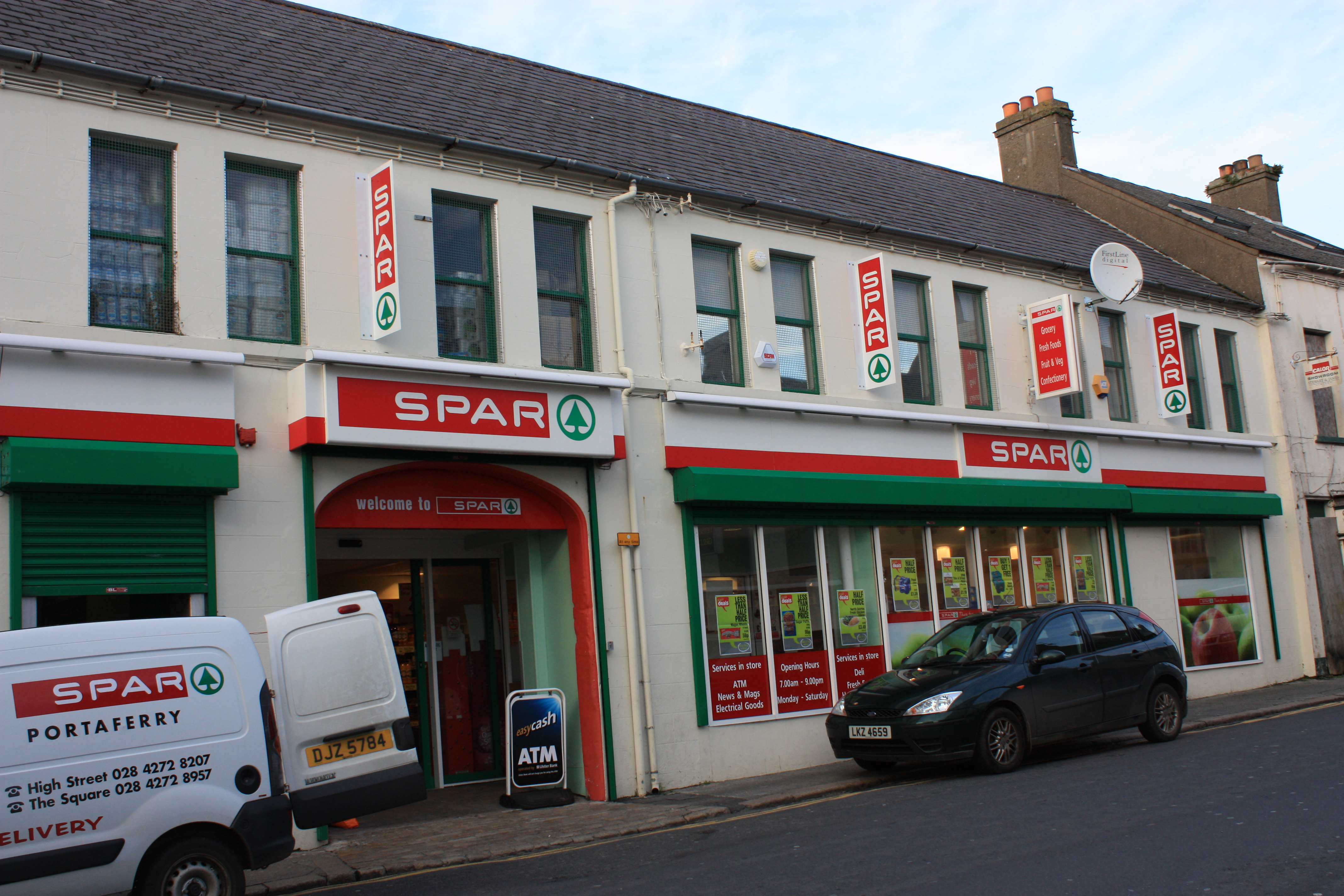
Un Spar à Portaferry dans le County Down.

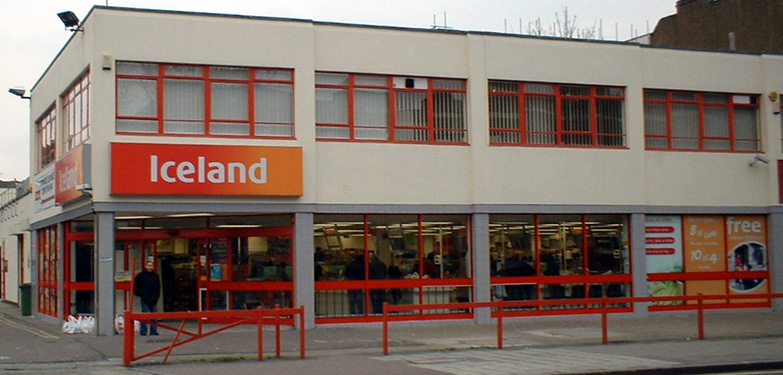
Un supermarché Iceland dans le sud de Londres.

### Supermarchés
- Booths (en) : depuis 1847
- Bell's Stores
- Centra
- Co-op
- Costco
- Dunnes Stores
- Farmfoods : depuis 1955
- Iceland : depuis 1970
- Londis (Musgrave Group) : depuis 1959
- Mally Market
- Marks & Spencer : depuis 1884
- Shoprite (en)
- Somerfield (en)
- Waitrose (John Lewis Partnership) : depuis 1904
- Whole Foods Market : depuis 2004

#### Anciens supermarchés
- Carrefour (Groupe Carrefour) : des années 1970 à 1990 ; devenu Asda
- Netto (Dansk Supermarked) : de 1990 à 2011 ; devenu Asda
- Safeway (en) (Safeway Inc.) : de 1962 à 2005
- Fine Fare : de 1956 à 1986 ; devenu Gateway puis Somerfield (en)

### Maxidiscompte
- 99p Stores
- Aldi (Aldi Sud GmbH) : depuis 1989
- B&M (B&M Retail Ltd.) : depuis 1976
- Home Bargains
- Kwik Save
- Lidl (Lidl Stiftung & Co. KG) : depuis 1994
- Poundland
- Poundstretcher
- Quality Save

### Hypermarchés

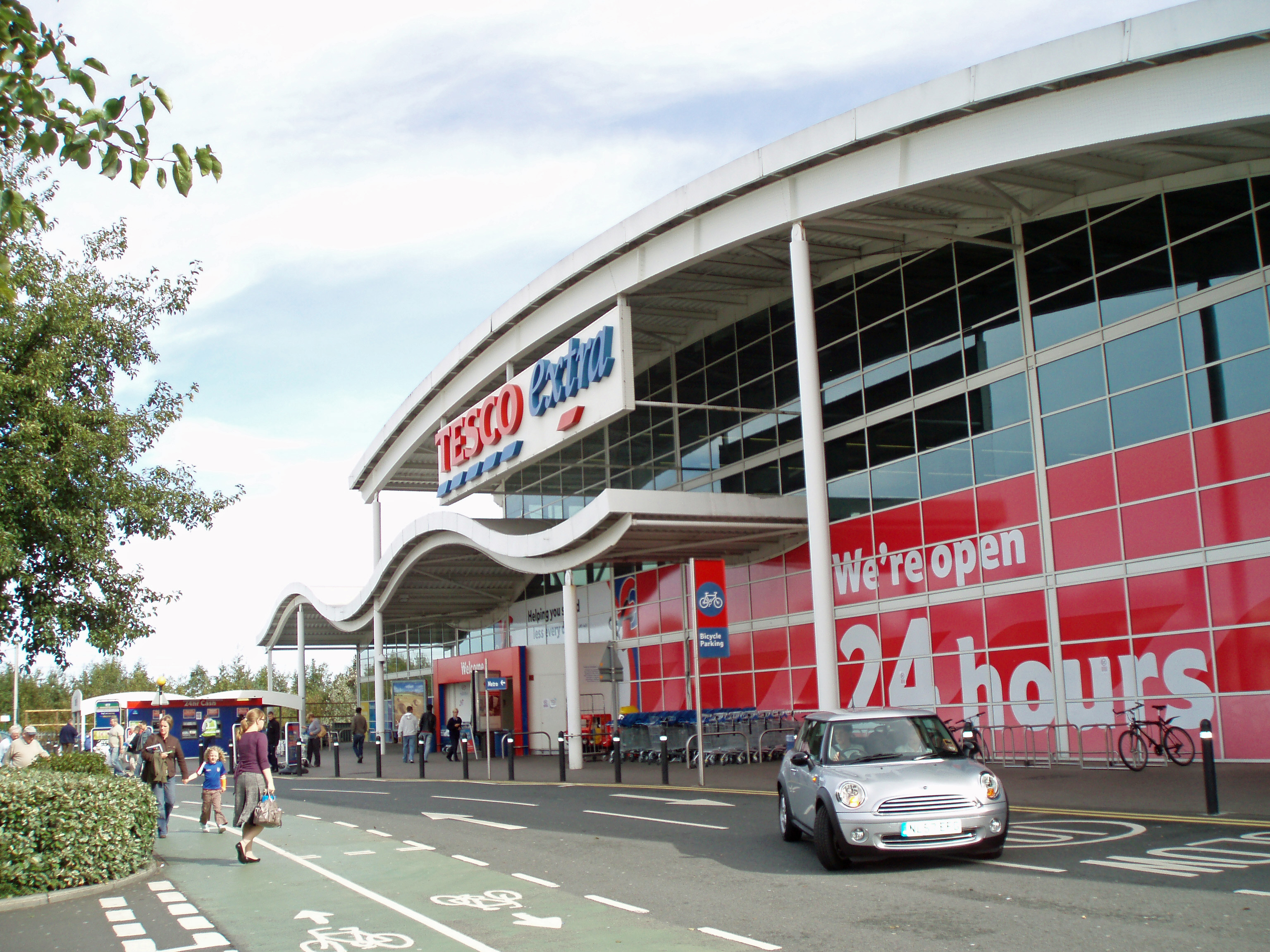
Un hypermarché Tesco Extra à Kingston Park, Newcastle-upon-Tyne.

- Asda (Walmart) : depuis 1949
- Morrisons : depuis 1899
- Sainsbury's : depuis 1869
- Tesco : depuis 1919
  - Tesco Extra

### Supérettes
- Best-One
- Budgens (Musgrave Group) : depuis 1872
- The Co-operative Food
- Costcutter (Bibby Line Group) : depuis 1986
- Happy Shopper
- Jones Convenience Stores
- Londis
- Mace
- McColl's
- Nisa-Today's
- Premier Stores
- Spar